# Comuna de Zdzieszowice
Zdzieszowice (polaco: Gmina Zdzieszowice) é uma gminy (comuna) na Polónia, na voivodia de Opole e no condado de Krapkowicki. A sede do condado é a cidade de Zdzieszowice.
De acordo com os censos de 2004, a comuna tem 17 589 habitantes, com uma densidade 304 hab/km².

## Área
Estende-se por uma área de 57,85 km², incluindo:
- área agricola: 63%
- área florestal: 14%

## Demografia
Dados de 30 de Junho 2004:
|                      | Total   | Total | Mulheres | Mulheres | Homens  | Homens |
| -------------------- | ------- | ----- | -------- | -------- | ------- | ------ |
|                      | pessoas | %     | pessoas  | %        | pessoas | %      |
| População            | 17 589  | 100   | 8803     | 50       | 8786    | 50     |
| Densidade (pop./km²) | 304     | 100   | 152,2    | 152,2    | 151,9   | 151,9  |

De acordo com dados de 2002, o rendimento médio per capita ascendia a 1198,19 zł.

## Subdivisões
- Januszkowice, Jasiona, Krępna, Oleszka, Rozwadza, Żyrowa

## Comunas vizinhas
- Gogolin, Kędzierzyn-Koźle, Leśnica, Krapkowice, Reńska Wieś, Strzelce Opolskie, Walce